# Marcel Colla
Marcel Colla, né le 28 septembre 1943 à Deurne, est un homme politique belge flamand, membre du Socialistische Partij Anders (Sp.a). À la fin de la législature 1995-1999, il démissionna de son poste de ministre de la Santé en raison de "l'affaire de la dioxine", une contamination à la dioxine d'aliments destinés aux d'élevages de poulets .
Il est licencié en sciences sociales (RUG) et sociologue;
ancien professeur extraordinaire (HIVT-RUCA).
Depuis 1999, il est membre du bureau de l’Organisation mondiale de la santé (OMS)

## Carrière politique
- 1977-1980 : échevin à Deurne
- 10/78-11/78 : membre de la Chambre des représentants 
  - membre du Conseil flamand
- 1979-1982 : membre du Parlement européen
- 1981-1995 : membre de la Chambre des représentants 
  - membre du Conseil flamand
- 1988-1989 : secrétaire d’État à la Politique scientifique
- 1989-1992 : ministre des Postes, Télégraphes et Téléphones (PTT)
- 1994-1995 : ministre des Pensions
- 1995-1999 : ministre de la Santé publique et des Pensions
- 1999-2003 : sénateur élu direct

## Distinctions
- Grand officier de l’ordre de Léopold (2003)